# Bartramia leptodonta
Bartramia leptodonta är en bladmossart som beskrevs av William M. Wilson 1857. Bartramia leptodonta ingår i släktet äppelmossor, och familjen Bartramiaceae. Inga underarter finns listade i Catalogue of Life.